# Stadtkirche Brand-Erbisdorf

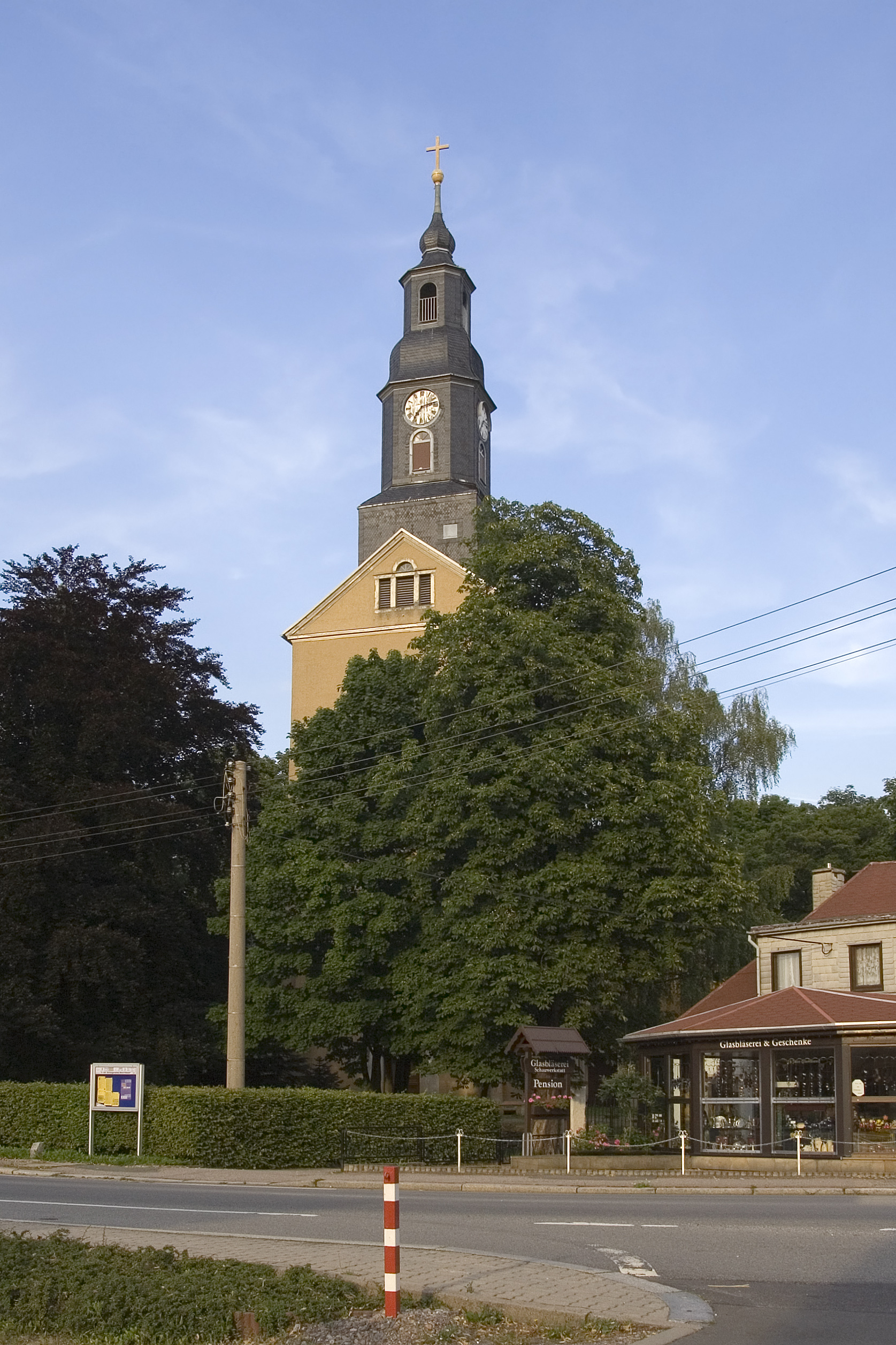
Stadtkirche Brand-Erbisdorf, Ansicht von Westen

Die evangelische Stadtkirche Brand-Erbisdorf ist eine gotische, mehrfach umgebaute Saalkirche in Brand-Erbisdorf im sächsischen Landkreis Mittelsachsen. Sie ist für ihre wertvolle spätbarocke Orgel des Silbermannschülers Adam Gottfried Oehme bekannt und gehört der Evangelisch-lutherischen Kirchgemeinde Brand-Erbisdorf im Kirchenbezirk Freiberg der Evangelisch-Lutherischen Landeskirche Sachsens.

## Geschichte und Architektur
Die Stadtkirche Brand-Erbisdorf wurde als Saalkirche im frühgotischen Stil um 1300 erbaut. Der Westturm wurde 1598 durch Melchior Gerber errichtet. Nach einem Brand im Jahr 1624 und mehrfachen Umbauten erhielt die Kirche die Gestalt eines großen Emporensaals. Die äußere Gestaltung des Saales und des Turmes erfolgte im Jahr 1836, der Chorraum wurde 1930 umgebaut. Restaurierungsmaßnahmen wurden in den Jahren 1870 und 1892 (innen), 1968 (innen), 1979/1980 (Turmerneuerung), 1988–1993 (außen) und 1993/1994 (innen) vorgenommen.
Die Kirche ist ein Putzbau mit dreiseitigem Schluss, der mit Strebepfeilern versehen ist. Ein rundbogiges Hauptportal aus Sandstein im Westen erschließt das Bauwerk. Verschiedene Fensterformen lassen auf eine umfangreiche Baugeschichte schließen. Das Innere ist flachgedeckt und ist mit hölzernen Emporen an drei Seiten ausgestattet. Der Chorraum mit gerade schließender Chornische wurde in den gotischen Chor so eingebaut, dass die Außenmauern nicht verändert werden mussten. Die gotischen Fenster sind im Innern nicht zu sehen. An der Südwand des Saales sind figürliche Wandmalereien erhalten, die untere vermutlich noch aus gotischer Zeit. Die Tür zur Sakristei an der Südseite hat ein farbig gefasstes, rundbogiges Gewände aus Sandstein.
Die vier Glocken wurden 1835 durch einen Brand vernichtet, die neuen Glocken im Ersten Weltkrieg 1917 zu Kriegsmaterial eingeschmolzen. Nach dem Krieg entstanden 1921 Stahlglocken, die noch Anfang des 21. Jahrhunderts erklingen.

## Ausstattung
Auf dem modernen Altar stehen ein kleines, mit 1774 bezeichnetes Altarkreuz sowie ein großes aus dem Jahr 1930. Der frühere Kanzelaltar aus dem Jahr 1603 von Franz Ditterich dem Älteren wurde zerlegt, die vier farbig gefassten Evangelisten sind in die moderne Kanzel integriert. Weitere Reliefszenen aus dem Altar werden in der Sakristei aufbewahrt, darunter eine Predella mit der Darstellung des Abendmahls, zwei Seitenflügel mit der Verkündigung, der Geburt Christi und zwei Sitzfiguren, die Moses und Johannes Evangelista darstellen. Der Altarauszug ist links neben dem Chor, über dem Emporenzugang angebracht.
Der schlichte Taufstein stammt aus dem Jahr 1929, ein zinnernes Taufbecken aus dem Jahr 1516 mit aufwendiger Gravierung der Erschaffung Evas in der Beckenmulde kam aus der Kirche im Ortsteil St. Michaelis hierher. Eine weitere Taufe in Eisenguss wurde 1880 geschaffen.
Eine lebensgroße Sandsteinfigur eines Bergmanns mit sensibler Gestaltung der Oberflächenstrukturen, vermutlich früher eine Kanzeltragefigur, wurde vom Freiberger Bildhauer Samuel Lorentz um 1585 angefertigt.
Hölzerne Epitaphien sowie Pfarrerbildnisse aus dem 17./18. Jahrhundert ergänzen die Ausstattung. In der Turmhalle ist ein ornamentierter Schlussstein vom ehemaligen Kirchenportal aus dem Jahr 1580 erhalten.
An der Südwand der Eingangshalle steht ein geschnitztes Epitaph für Georg Hermann und seine Ehefrau Christina aus der Zeit um 1686. Es zeigt in der Mitte ein Rundbild der beiden Personen, darunter ein ovales Bild mit der Kreuzigung und wird von reichem, ornamental-floralem Schnitzwerk gerahmt. An den Seiten sind Schrifttafeln, oben zwei Bergleute mit Krone und Wappen angeordnet.

## Orgel
Die Orgel ist ein Werk von Adam Gottfried Oehme, dem jüngsten Schüler von Gottfried Silbermann, aus den Jahren 1772–1774. Sie umfasst 21 Register auf zwei Manualen und Pedal. Das Instrument wurde 1878 von Karl Traugott Stöckel gereinigt und überholt. Die Register Sesquialtera und Mixtur des Oberwerks wurden durch neu angefertigte Register ersetzt. Im Jahr 1924 wurden die Prospektpfeifen, die 1917 zu Kriegszwecken abgegeben worden waren, von Jehmlich Orgelbau Dresden erneuert. Im Jahr 1953 erfolgte eine erneute Reinigung und Reparatur durch Hermann Eule Orgelbau Bautzen, wobei die von Stöckel eingebauten Register wieder entfernt und die ursprünglichen Register wiederhergestellt wurden. 1994 wurde die Orgel von Jehmlich Orgelbau restauriert.
| I Hauptwerk CD–c3 |    |        |
| Principal         | 8′ |        |
| Rohr Floeth       | 8′ |        |
| Quintadena        | 8′ |        |
| Praestant         | 4′ |        |
| Quinta            | 3′ | (1994) |
| Octava            | 2′ |        |
| Cornet IV         |    |        |
| Mixtur IV         |    |        |

| II Oberwerk CD–c3 |             |        |
| Gedact            | 8′          |        |
| Octava            | 4′          |        |
| Rohr Floeth       | 4′          |        |
| Nassat            | 3′          |        |
| Octava            | 2′          |        |
| Quinta            | 1 ⁄2′       |        |
| Suffloeth         | 1′          |        |
| Sesquialtera II   | 4⁄3′+1 3⁄5′ | (1994) |
| Mixtur III        |             | (1994) |
| Tremulant         |             |        |

| Pedalwerk CD–c1 |     |  |
| Sub-Bass        | 16′ |  |
| Octaven Bas     | 8′  |  |
| Posaunen Bas    | 16′ |  |
| Trompeten Bas   | 8′  |  |

- Koppeln: Pedalkoppel
- Nebenregister: Klingel

Anmerkungen
- Tonhöhe: a1=467 Hz.
- Gleichstufige Stimmung